# Jack Shephard
Neurochirurg Jack Shephard is een personage uit de Amerikaanse televisieserie Lost, gespeeld door acteur Matthew Fox. Shephard is een van de belangrijkste personages van de serie. Als het vliegtuig crasht, neemt hij de taak als leider op. Daar is niet altijd iedereen het mee eens. Er ontstaan uiteindelijk zelfs twee groepen, één met Jack en één met John Locke, die allebei anders denken over het verlaten van het eiland. Soms heeft hij hallucinaties over zijn vader, die ook chirurg was en dood is teruggevonden in Melbourne. Het blijkt dat Jack nog een halfzusje heeft, genaamd Claire Littleton (gespeeld door Emilie de Ravin).